# Сикора-Гижиньская, Божена
Боже́на Сикора-Гижиньская (пол. Bożena Sikora-Giżyńska; род. 18 апреля 1960, Бельско-Бяла) — польская шахматистка, международный мастер среди женщин (1985).
Чемпионка Польши 1990 г. Серебряный призёр чемпионата Польши 1981 г. Бронзовый призёр чемпионата Польши 1988 г.
Победительница юниорского чемпионата Польши 1975 г.
Победительница юниорского чемпионата Европы 1977 г.
В составе сборной Польши участница шахматной олимпиады 1990 г.
Победительница международных турниров в Наленчуве (1982 г.), Ивонич-Здруй (1985 г.), Праге (1987, 1988, 1989, 1990 и 1992 гг.).

## Изменения рейтинга
| Графики недоступны из-за технических проблем. См. информацию на Фабрикаторе и на mediawiki.org. |